# Augustyn Kažotić
Augustin Kažotić (ur. ok. 1260 w Trogirze, zm. w 1323 w Lucerze) – chorwacki Błogosławiony Kościoła katolickiego, biskup Zagrzebia, dominikanin.

## Życiorys
Augustin Kazotić urodził się około 1260 roku. W młodym wieku wstąpił do zakonu dominikanów. W 1287 roku ukończył studia w Paryżu. W 1303 roku został mianowany biskupem Zagrzebia. Założył szkołę i bibliotekę. Zmarł w 1323 roku w opinii świętości.
Został beatyfikowany przez papieża Klemensa XI w dniu 4 kwietnia 1702 roku.